# آپرسوریوم

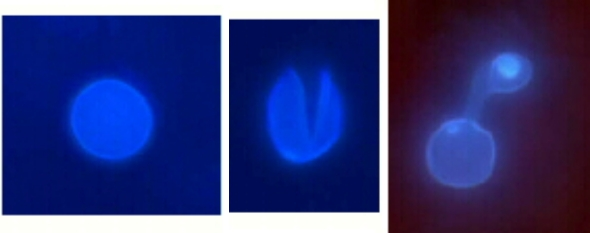

آپرسوریوم یک سلول تخصصی است که در بسیاری از قارچ های بیماریزای گیاهی معمول است و برای آلوده کردن گیاهان میزبان مورد استفاده قرار می گیرد. 